# Pahlen
Pahlen eller von der Pahlen är en tysk adelsätt, ursprungligen från Westfalen, bofast i Livland från 1300-talet. År 1679 blev sex bröder von der Pahlen, alla militärer i svensk tjänst upphöjda i svenskt friherrligt stånd. Sedan 1700-talets slut levde deras ättlingar kvar endast i Estland och Livland. Ätten är även inskriven i matrikeln i de baltiska riddarhusen. Med Peter Ludwig von der Pahlen blev en gren 1799 upphöjd i ryskt grevligt stånd.
Flera medlemmar av släkten är jordfästa på kyrkogården i Iecava i Lettland.

## Kända medlemmar
- Bogislaus von der Pahlen
- Carl Magnus von der Pahlen
- Emanuel von der Pahlen, baron, tysk astronom (1882–1952).
- Friedrich von der Pahlen
- Konstantin von der Pahlen
- Peter von der Pahlen